# Allolepidotus
Allolepidotus es un género extinto de peces actinopterigios prehistóricos. Fue descrito por Deecke en 1889.
Vivió en España y Suiza.